# Дзахсоров, Таузбек Гибоевич
Таузбе́к Гибо́евич Дзахсо́ров (осет. Дзахсорты Гибойы фырт Таузбек; 1936, Ольгинское — 2008) — советский борец вольного стиля, чемпион СССР, трёхкратный чемпион РСФСР. Мастер спорта СССР (1956).

## Биография
Родился в 1936 году в селении Ольгинское Правобережного района Северной Осетии — Алании в осетинской семье.
Борьбой начал заниматься ещё в школьном возрасте. Тренировался у Хасанбека Гиоева и Кермена Суменова. Владел отличной техникой и физическими данными. В 1957 году одержал чистую победу в товарищеской встрече сборных Северной Осетии и Японии, также стал чемпионом РСФСР в Туле.
В 1958 году стал первым на чемпионате РСФСР во Владикавказе. В 1959 году стал чемпионом на летней Спартакиаде народов СССР в Москве, на чемпионате РСФСР в Ленинграде и победителем международных турниров в Германии и в Польше. Трёхкратный чемпион РСФСР. Выигрывал многих именитых борцов, но, к сожалению, из-за травмы ему пришлось завершить карьеру борца. Боролся в весовой категории до 79 кг. Представлял общество «Буревестник» (Орджоникидзе).
Скончался в 2008 году.

## Спортивные достижения
- Победитель летней Спартакиады народов СССР в Москве (1959)
- Трёхкратный чемпион РСФСР (1957, 1958, 1959)
- Победитель международного турнира в Германии (1959)
- Победитель международного турнира в Польше (1959)